# Кристоф, Жак-Виктор Анри
Жак-Виктор Анри Кристоф (3 марта 1804 — 18 октября 1820) — наследник престола в королевстве Гаити, младший сын короля Гаити Анри I и королевы Марии-Луизы Куадавид.
Родился в 1804 году в семье тогдашнего генерала гаитянской армии Анри Кристофа. В 1807 году его отец стал президентом государства Гаити, а 26 марта 1811 года — провозгласил себя королём Гаити, а страну объявил королевством. В силу того, что двое старших сыновей Кристофа умерли до учреждения монархии, престолонаследником был назначен Жак-Виктор.
8 октября, в разгар антимонархических настроений в королевстве Гаити, тяжело больной Анри I покончил с собой. Народное недовольство не позволило Жаку-Виктору стать, как предполагалось, королём Анри II. 18 октября, спустя десять дней после смерти отца, наследник престола был убит революционерами во дворце Сан-Суси.